# Jürgen Weber (Wirtschaftswissenschaftler)
Jürgen Weber (* 4. November 1953 in Holzminden) ist ein deutscher Wirtschaftswissenschaftler. Er war von 1986 bis 2021 Inhaber eines Lehrstuhls für Controlling und Unternehmenssteuerung sowie Direktor des Instituts für Management und Controlling (IMC) der WHU – Otto Beisheim School of Management. Er emeritierte 2019.

## Leben
Weber studierte Betriebswirtschaftslehre an der Universität Göttingen und legte dort 1978 sein Diplom-Examen ab. Anschließend wurde er 1981 bei Wolfgang Männel an der Universität Dortmund promoviert. 1982 ging er mit seinem Doktorvater an die Universität Erlangen-Nürnberg, an der er sich 1986 habilitierte.
Im gleichen Jahr übernahm er als Universitätsprofessor im Privatdienst den Lehrstuhl für Betriebswirtschaftslehre, insbesondere Rechnungswesen und Controlling, der WHU – Otto Beisheim School of Management. Als akademische Ämter sind ein Rektorat, mehrere Prorektorate, der Vorsitz im Promotionsausschuss, der Vorsitz im Prüfungsausschuss des Diplomprogramms und die akademische Leitung des Bachelorprogramms zu nennen.
Jürgen Weber leitete darüber hinaus das Kühne-Zentrum für Logistikmanagement sowie das Arthur-Andersen-Zentrum für Externes Rechnungswesen und Steuerrecht und führte zusammen mit Utz Schäffer und Marko Reimer von 2000 bis 2019 das Center for Controlling & Management (CCM) – eine Partnerschaft mit renommierten Großunternehmen, vorwiegend aus dem DAX 40.
2008 gründete Jürgen Weber mit Utz Schäffer das Institut für Management und Controlling (IMC) der WHU. Dieses bündelt die zahlreichen Lehr-  und Forschungsaktivitäten beider Hochschullehrer und ihrer Doktoranden und steht für eine enge Zusammenarbeit mit Partnern aus Wissenschaft und Praxis. Dort ist auch das WHU-Controllerpanel angesiedelt, dem – im Jahr 2007 gegründet – ca. tausend aktive Mitglieder angehören, und das tiefe empirische Einblicke in die Entwicklung des Controllings ermöglicht.
Jürgen Weber nahm Gastprofessuren an der Universität Wien (SS 1990) und der Wirtschaftsuniversität Wien wahr (WS 1999/2000). Rufe an die Universität Mainz (Logistik), die Wirtschaftsuniversität Wien (Controlling und Unternehmensführung) und die Technische Universität Darmstadt (Rechnungswesen und Controlling) lehnte er ab.

## Wirken
Jürgen Weber gehört mehreren Wissenschaftlichen Kommissionen des Verbandes der Hochschullehrer für Betriebswirtschaft e.V. an und ist Mitherausgeber der Zeitschrift Controlling & Management Review (CMR). Von 2008 bis 2020 war er Vorsitzender des Kuratoriums des Internationalen Controller Vereins (ICV). Daneben übt er als Mitbegründer die Funktionen als Mitgesellschafter und als Vorsitzender des wissenschaftlichen Beirats der CTcon GmbH aus.
Ein weiterer inhaltlicher Schwerpunkt seiner Forschung betrifft die Arbeit und das Controlling öffentlicher Institutionen. Aktuell leitet er zusammen mit seinem Schüler Bernhard Hirsch den Arbeitskreis Steuerung und Controlling in öffentlichen Institutionen, der knapp zwanzig große Organisationen zur gemeinsamen Entwicklung und Durchsetzung des Gedankens wirkungsorientierter Steuerung zusammenführt.
Jürgen Weber ist Autor zahlreicher Publikationen in führenden Fachzeitschriften (wie etwa Management Accounting Research, European Accounting Review, Journal of Management Control, Journal of Accounting & Organizational Change, Zeitschrift für betriebswirtschaftliche Forschung, Zeitschrift für Betriebswirtschaft). Er hat ca. 150 Dissertationen und neun Habilitationen begleitet. Unter den Ehemaligen finden sich viele Universitäts- und Fachhochschul-Professoren, Unternehmensgründer und Geschäftsführer von mittelgroßen und großen Unternehmen.

## Ehrungen und Auszeichnungen
Die European Business School (EBS) verlieh Jürgen Weber 2006 die Ehrendoktorwürde.

## Schriften
Textbooks
- Logistikkostenrechnung. Kosten-, Leistungs- und Erlösinformationen zur erfolgsorientierten Steuerung der Logistik. 3. Auflage. Springer, Vieweg, Berlin 2012, ISBN 978-3-642-25172-6. (EA Berlin 1987)
- mit Utz Schäffer: Einführung in das Controlling. 17. Auflage. Schäffer-Poeschel, Stuttgart 2022, ISBN 978-3-7910-5546-6.
  - englisch Introduction to Controlling. Schäffer-Poeschel, Stuttgart 2008, ISBN 978-3-7910-2759-3.
  - chinesisch: Einführung in das Controlling. Truth and Wisdom Press, Shanghai 2011.
- mit Utz Schäffer und Christoph Binder: Einführung in das Controlling. Übungen und Fallstudien mit Lösungen. 5. Auflage. Stuttgart 2022, ISBN 978-3-7910-5549-7.
- mit Barbara E. Weißenberger: Einführung in das Rechnungswesen. Kostenrechnung und Bilanzierung. 9. Auflage. Stuttgart 2015, ISBN 978-3-7910-3436-2.
- mit Carl Marcus Wallenburg: Logistik- und Supply Chain Controlling. 6. Auflage. Schäffer-Poeschel, Stuttgart 2010, ISBN 978-3-7910-2656-5.
- mit Utz Schäffer (Hrsg.): Bereichscontrolling. Funktionsspezifische Anwendungsfelder, Methoden und Instrumente. Schäffer-Poeschel, Stuttgart 2005, ISBN 3-7992-6840-5.

Books for practitioners (general)
- mit Bernhard Hirsch, Nicole Schulte, Robert Huber und Katharina Schuster: Zielorientierte Steuerung in Behörden. Masterplan für den öffentlichen Sektor. Erich Schmidt Verlag, Berlin 2014, ISBN 978-3-503-15777-8.
- mit Bernhard Hirsch, Robert Huber, Celina Gisch und Mathias Erfort: Strategische Steuerung in öffentlichen Institutionen. Politische Ziele, Strategieentwicklung, Erfolgsfaktoren. Erich Schmidt Verlag, Berlin 2013, ISBN 978-3-503-14409-9.
- mit Bernhard Hirsch, Celina Gisch, Susanne Zubler, Mathias Erfort: Controlling in öffentlichen Institutionen. Rollen, Handlungsfelder, Erfolgsfaktoren. Erich Schmidt Verlag, Berlin 2012, ISBN 978-3-503-13677-3.
- mit Hendrik Vater, Walter Schmidt und Hartmut Reinhard (Hrsg.): Turnaround. Navigation in schwierigen Zeiten. Wiley-VCH, Weinheim 2011, ISBN 978-3-527-50532-6.
- mit Pascal Nevries: Drivers of Successful Controllership. Activities, People, and Connecting with Management (Managerial Accounting Collection). Business Expert Press, New York 2010, ISBN 978-1-60649-104-1.
- mit Hendrik Vater, Walter Schmidt, Hartmut Reinhard und Edgar Ernst (Hrsg.): Die neue Rolle des Controllers. Aufgaben, Anforderungen, Best Practices. Schäffer-Poeschel, Stuttgart 2008, ISBN 978-3-7910-2760-9.
- Von Top-Controllern lernen. Controlling in den DAX 30-Unternehmen. Wiley-VCH, Weinheim 2008, ISBN 978-3-527-50337-7.

Research books
- mit Matthias Meyer (Hrsg.): Controlling und begrenzte kognitive Fähigkeiten. Grundlagen und Anwendungen eines verhaltensorientierten Ansatzes (= Schriften des Center for Controlling & Management. Band 39). Gabler, Wiesbaden 2011, ISBN 978-3-8349-6398-7.
- Gestaltung der Kostenrechnung. Notwendigkeit, Optionen und Konsequenzen (= Schriften des Center for Controlling & Management. Band 21). Gabler, Wiesbaden 2005, ISBN 3-8350-0201-5.
- mit Matthias Meyer (Hrsg.): Internationalisierung des Controllings. Standortbestimmung und Optionen (= Schriften des Center for Controlling & Management. Band 16). Deutscher Universitätsverlag, Wiesbaden 2005, ISBN 3-8350-0013-6.